# Căn bậc hai của 2

Căn bậc hai của 2 bằng với độ dài của cạnh huyền của một tam giác vuông có hai cạnh đáy bằng 1.

Căn bậc hai của 2, hay lũy thừa 1/2 của 2, được viết là √2 hoặc 21⁄2, là số đại số dương sao cho khi nhân với chính nó, cho ta số 2. Đúng hơn, nó được gọi là căn bậc hai số học của 2 để phân biệt với số đối của nó có tính chất tương tự.
Trong hình học, căn bậc hai của 2 là độ dài đường chéo của một hình vuông với cạnh dài 1 đơn vị; xuất phát từ định lý Pythagoras. Nó có lẽ là số vô tỉ được biết đến đầu tiên.
Một số hữu tỉ xấp xỉ với căn bậc hai của hai với mẫu số nhỏ vừa phải là phân số 99/70 (≈ 1.4142857).
Dãy A002193 trong OEIS gồm các chữ số trong biểu diễn thập phân của căn bậc hai của 2, đến 65 chữ số thập phân:
1.41421356237309504880168872420969807856967187537694807317667973799...

## Lịch sử

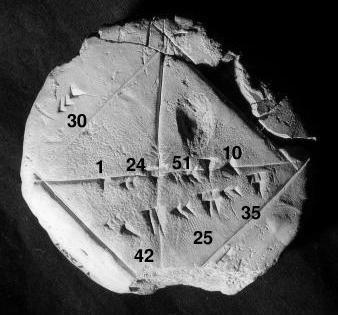
Bản đất sét Babylon YBC 7289 với ghi chú. Ngoài việc cho thấy căn bậc hai của 2 trong hệ lục thập phân (1 24 51 10), bản đất sét này cũng cho một ví dụ nếu một cạnh của hình vuông là 30 thì đường chéo là 42 25 35. Trong hệ lục thập phân 30 có thể là 0 30 = 1/2, còn 0 42 25 35 xấp xỉ bằng 0.7071065.

Bảng đất sét Babylon YBC 7289 (khoảng 1800–1600 TCN) cho một xấp xỉ của √2 trong bốn chữ số lục thập phân, 1 24 51 10, đúng đến khoảng sáu chữ số thập phân, và là xấp xỉ lục thập phân tốt nhất của √2 dùng 4 chữ số:
{\displaystyle 1+{\frac {24}{60}}+{\frac {51}{60^{2}}}+{\frac {10}{60^{3}}}={\frac {305470}{216000}}=1.41421{\overline {296}}.}
Một xấp xỉ sơ khai khác xuất hiện trong văn kiện toán học của Ấn Độ cổ đại, quyển Sulbasutras (khoảng 800–200 BC) như sau: Tăng độ dài [của cạnh] bằng một phần ba chính nó và một phần tư của một phần ba và giảm đi một phần ba mươi tư của một phần tư đó. Tức là,
{\displaystyle 1+{\frac {1}{3}}+{\frac {1}{3\times 4}}-{\frac {1}{3\times 4\times 34}}={\frac {577}{408}}=1.41421{\overline {56862745098039}}.}
Các môn đồ của Pythagoras phát hiện rằng đường chéo của hình vuông và cạnh của nó là không thể so được, hay theo ngôn ngữ hiện đại, căn bậc hai của 2 là một số vô tỉ. Không nhiều điều được biết rõ về thời gian hay tình cảnh của khám phá này, nhưng cái tên thường được nhắc đến là Hippasus của Metapontum. Các môn đồ Pythagoras xem tính vô tỉ của căn bậc hai của 2 là một bí mật, và theo lời kể, Hippasus đã bị giết vì tiết lộ nó. Căn bậc hai của 2 đôi khi còn được gọi là số Pythagoras hay hằng số Pythagoras, như trong Conway & Guy (1996).

## Thuật toán tính toán
Có một số thuật toán để xấp xỉ √2,  thường là dưới dạng tỉ số của hai số nguyên hoặc một số thập phân. Thuật toán phổ biến nhất cho việc này, được dùng làm cơ sở trong nhiều máy tính và máy tính bỏ túi, là phương pháp Babylon, một trong những phương pháp tính căn bậc hai. Thuật toán này như sau:
Đầu tiên, đoán một số a0 > 0 bất kì. Sau đó, dùng số vừa đoán, tính từng số hạng theo công thức truy hồi sau:
{\displaystyle a_{n+1}={\frac {a_{n}+{\frac {2}{a_{n}}}}{2}}={\frac {a_{n}}{2}}+{\frac {1}{a_{n}}}.}
Càng nhiều lần thực hiện phép tính trên (tức là càng nhiều lần lặp lại và số "n" càng lớn), cho ta xấp xỉ càng tốt của căn bậc hai của 2. Mỗi lần tính cho ta khoảng gấp đôi số chữ số đúng. Bắt đầu với a0 = 1 những số tiếp theo là
- 3/2     = 1.5
- 17/12   = 1.416...
- 577/408 = 1.414215...
- 665857/470832 = 1.4142135623746...

Giá trị của √2 được tính đến 137.438.953.444 chữ số thập phân bởi đội của Yasumasa Kanada năm 1997. Tháng 2 năm 2006, kỉ lục cho việc tính √2 bị phá vỡ sử dụng một chiếc máy tính cá nhân. Shigeru Kondo tính 1 nghìn tỷ chữ số thập phân của căn bậc hai của 2 trong năm 2010. Trong số các hằng số toán học với biểu diễn thập phân cần nhiều tài nguyên tính toán, chỉ có π là được tính chính xác hơn.
Những tính toán như vậy chủ yếu là để kiểm tra bằng thực nghiệm xem những số đó có phải là bình thường hay không.

### Xấp xỉ hữu tỉ
Một xấp xỉ hữu tỉ đơn giản 99/70 (≈ 1.4142857) thường được sử dụng. Mặc dù có mẫu số chỉ là 70, độ sai lệch của nó với giá trị đúng là ít hơn 1/10,000 (khoảng +072×10−4). Do nó là một giản phân của biểu diễn liên phân số của căn bậc hai của 2, bất kì xấp xỉ hữu tỉ nào gần hơn phải có mẫu số không bé hơn 169, do 239/169 (≈ 1.4142012) là giản phân tiếp theo với sai số khoảng −012×10−4.
Xấp xỉ hữu tỉ 665857/470832, từ bước thứ bốn trong phương pháp Babylon ở trên bắt đầu với a0 = 1, có sai số khoảng 16×10−12: bình phương của nó là 20000000000045…

### Kỉ lục
Đây là bảng những kỉ lục gần đây trong việc tính các chữ số của √2 (1 nghìn tỉ =  1012 = 1.000.000.000.000).
| Ngày                | Tên           | Số chữ số   |
| ------------------- | ------------- | ----------- |
| 28 tháng 6 năm 2016 | Ron Watkins   | 10 nghìn tỷ |
| 3 tháng 4 năm 2016  | Ron Watkins   | 5 nghìn tỷ  |
| 9 tháng 2 năm 2012  | Alexander Yee | 2 nghìn tỷ  |
| 22 tháng 3 năm 2010 | Shigeru Kondo | 1 nghìn tỷ  |

## Chứng minh tính vô tỉ
Một chứng minh ngắn về tính vô tỉ của √2 sử dụng định lý nghiệm hữu tỉ, phát biểu rằng nếu P(x) là một đa thức monic với hệ số nguyên, thì bất kì nghiệm hữu tỉ nào của P(x) cũng là một số nguyên. Áp dụng định lý cho đa thức P(x) = x2 − 2, ta suy ra √2 hoặc là số nguyên hoặc là số vô tỉ. Vì 1<√2<2 nên nó không là một số nguyên, do đó √2 là một số vô tỉ. Chứng minh này có thể tổng quát: căn bậc hai của bất kì số tự nhiên nào không phải số chính phương là một số vô tỉ.
Xem số vô tỉ bậc hai hoặc lùi vô hạn cho chứng minh rằng căn bậc hai của bất kì số tự nhiên không phải số chính phương nào cũng là vô tỉ.

### Chứng minh bằng lùi vô hạn
Một trong những chứng minh phổ biến nhất sử dụng phương pháp lùi vô hạn. Đây cũng là chứng minh bằng phản chứng, trong đó mệnh đề cần chứng minh được giả sử là sai rồi suy ra giả sử này không thể xảy ra, tức mệnh đề cần chứng minh là đúng.
1. Giả sử √2 là một số hữu tỉ, tức √2 có thể viết dưới dạng một phân số tối giản a/b, trong đó a và b nguyên tố cùng nhau.
2. Ta suy ra a2/b2 = 2 và a2 = 2b2.   (a2 và b2 là các số nguyên)
3. Do đó a2 là số chẵn, nên a cũng là số chẵn, tức tồn tại số nguyên k sao cho a = 2k.
4. Thay 2k cho a trong đẳng thức ở bước 2: 2b2 = (2k)2 ta được b2 = 2k2.
5. Lập luận như bước 3, ta được b2 là số chẵn, nên b là số chẵn.
6. Như vậy cả a và b đều là số chẵn, trái với giả thiết rằng a và b là hai số nguyên tố cùng nhau.

Vì ta suy ra được một điều vô lý, giả sử (1) rằng √2 là số hữu tỉ là sai. Tức là, √2 phải là một số vô tỉ.
Chứng minh này được gợi ý bởi Aristotle, trong cuốn Analytica Priora, §I.23. Chứng minh hoàn chỉnh đầu tiên xuất hiện trong bộ Cơ sở của Euclid, là mệnh đề 117 của Quyển X. Tuy nhiên, từ đầu thế kỷ 19 nhiều sử gia cho rằng chứng minh này không nằm trong bản thảo gốc và do đó không thể cho là của Euclid.

### Chứng minh hình học

Hình 1. Chứng minh hình học của Stanley Tennenbaum cho tính vô tỉ của √2.

Một biểu diễn hình học của chứng minh trên được John Horton Conway cho là của Stanley Tennenbaum khi ông còn là học sinh đầu thập niên 1950 và lần xuất hiện gần đây nhất là trong một bài báo bởi Noson Yanofsky trong tạp chí American Scientist số tháng 5-6 2016. Cho hai hình vuông có cạnh là số nguyên a và b, trong đó một cái có diện tích gấp đôi cái kia, đặt hai hình vuông nhỏ trong hình vuông lớn như trong hình 1. Phần giao nhau ở giữa có diện tích ((2b − a)2) phải bằng tổng diện tích của hai hình vuông nhỏ không được che phủ (2(a − b)2). Như vậy ta thu được hai hình vuông nhỏ hơn các hình vuông ban đầu và diện tích cái này gấp đôi cái kia. Lặp lại quá trình này ta có thể thu nhỏ các hình vuông tùy ý, nhưng điều này là vô lý do chúng phải có cạnh là số nguyên dương, tức lớn hơn hoặc bằng 1.

Hình 2. Chứng minh hình học của Tom Apostol cho tính vô tỉ của √2.

Một chứng minh hình học sử dụng phản chứng khác xuất hiện năm 2000 trong tập san American Mathematical Monthly. Nó cũng là một chứng minh sử dụng phương pháp lùi vô hạn, đồng thời sử dụng phép dựng hình bằng thước kẻ và compa đã được biết từ thời Hy Lạp cổ đại.
Lấy △ABC vuông cân với cạnh huyền m và cạnh bên n như trong Hình 2. Theo định lý Pythagoras, m/n = √2. Giả sử m và n là các số nguyên và m:n là phân số tối giản
Vẽ các cung BD và CE với tâm A. Nối DE cắt BC tại F. Dễ thấy, hai tam giác ABC và ADE bằng nhau theo cạnh-góc-cạnh.
Ngoài ra ta cũng thấy △BEF là tam giác vuông cân. Do đó BE = BF = m − n. Theo tính đối xứng, DF = m − n, và △FDC cũng là tam giác vuông cân. Ta suy ra FC = n − (m − n) = 2n − m.
Như vậy ta có một tam giác vuông cân nhỏ hơn với cạnh huyền 2n − m và cạnh bên m − n. Chúng nhỏ hơn m và n nhưng có cùng tỉ lệ, trái với giả thiết là m:n là tối giản. Do đó, m và n không thể cùng là số nguyên, nên √2.

### Chứng minh trực tiếp
Một hướng đi khác mang tính xây dựng là thiết lập một chặn dưới cho hiệu của √2 và một số hữu tỉ bất kì. Với hai số nguyên dương a và b, số mũ đúng của 2 (tức số mũ của 2 trong khai triển ra thừa số nguyên tố) của a2 là chẵn, còn của 2b2 là lẻ, nên chúng là các số nguyên khác nhau; do đó | 2b2 − a2 | ≥ 1 với mọi a, b nguyên dương. Khi đó
{\displaystyle \left|{\sqrt {2}}-{\frac {a}{b}}\right|={\frac {|2b^{2}-a^{2}|}{b^{2}\left({\sqrt {2}}+{\frac {a}{b}}\right)}}\geq {\frac {1}{b^{2}\left({\sqrt {2}}+{\frac {a}{b}}\right)}}\geq {\frac {1}{3b^{2}}},}
bất đẳng thức cuối đúng do ta giả sử a/b ≤ 3 − √2 (nếu không thì hiệu trên hiển nhiên lớn hơn 3 − 2√2 > 0). Bất đẳng thức này cho ta chặn dưới 1/3b2 của hiệu | √2 − a/b |, từ đó dẫn đến chứng minh tính vô tỉ trực tiếp mà không cần giả sử phản chứng. Chứng minh này chỉ ra rằng tồn tại một khoảng cách giữa √2 và bất kỳ số hữu tỉ nào.

## Tính chất của căn bậc hai của 2
Một nửa của √2, đồng thời cũng là nghịch đảo của √2, xấp xỉ bằng 0.707106781186548, là một giá trị thường gặp trong hình học và lượng giác vì vectơ đơn vị tạo góc 45° với các trục thì có tọa độ
{\displaystyle \left({\frac {\sqrt {2}}{2}},{\frac {\sqrt {2}}{2}}\right).}
Số này thỏa mãn
{\displaystyle {\tfrac {\sqrt {2}}{2}}={\sqrt {\tfrac {1}{2}}}={\frac {1}{\sqrt {2}}}=\cos 45^{\circ }=\sin 45^{\circ }.}
Một giá trị có liên quan là tỷ lệ bạc. Hai số dương a, b có tỷ lệ bạc δS nếu
{\displaystyle \!{\frac {2a+b}{a}}={\frac {a}{b}}=\delta _{S}}.
Bằng cách biến đổi về phương trình bậc hai, ta có thể giải được δS = 1 + √2.
√2 có thể được biểu diễn theo đơn vị ảo i chỉ sử dụng căn bậc hai và các phép toán số học:
{\displaystyle {\frac {{\sqrt {i}}+i{\sqrt {i}}}{i}}{\text{ and }}{\frac {{\sqrt {-i}}-i{\sqrt {-i}}}{-i}}}
nếu ký hiệu căn bậc hai được định nghĩa hợp lý cho số phức i và −i.
√2 cũng là số thực duy nhất khác 1 mà tetration vô hạn lần bằng với bình phương của nó. Một cách phát biểu chặt chẽ như sau: nếu với số thực c > 1 ta định nghĩa x1 = c và xn+1 = cxn với n > 1, thì giới hạn của xn khi n → ∞ (nếu tồn tại) gọi là f(c). Khi ấy √2 là số c > 1 duy nhất thỏa f(c) = c2. Hay nói cách khác:
{\displaystyle {\sqrt {2}}^{({\sqrt {2}}^{({\sqrt {2}}^{(\ \cdot ^{\cdot ^{\cdot })))}}}}=2.}
√2 cũng xuất hiện trong công thức Viète cho π:
{\displaystyle 2^{m}{\sqrt {2-{\sqrt {2+{\sqrt {2+\cdots +{\sqrt {2}}}}}}}}\to \pi {\text{ khi }}m\to \infty }
với m dấu căn và đúng một dấu trừ.
Ngoài ra, √2 còn xuất hiện trong nhiều hằng số lượng giác:
{\displaystyle {\begin{aligned}\sin {\frac {\pi }{32}}&={\tfrac {1}{2}}{\sqrt {2-{\sqrt {2+{\sqrt {2+{\sqrt {2}}}}}}}}&\quad \sin {\frac {3\pi }{16}}&={\tfrac {1}{2}}{\sqrt {2-{\sqrt {2-{\sqrt {2}}}}}}&\quad \sin {\frac {11\pi }{32}}&={\tfrac {1}{2}}{\sqrt {2+{\sqrt {2-{\sqrt {2-{\sqrt {2}}}}}}}}\\[6pt]\sin {\frac {\pi }{16}}&={\tfrac {1}{2}}{\sqrt {2-{\sqrt {2+{\sqrt {2}}}}}}&\quad \sin {\frac {7\pi }{32}}&={\tfrac {1}{2}}{\sqrt {2-{\sqrt {2-{\sqrt {2+{\sqrt {2}}}}}}}}&\quad \sin {\frac {3\pi }{8}}&={\tfrac {1}{2}}{\sqrt {2+{\sqrt {2}}}}\\[6pt]\sin {\frac {3\pi }{32}}&={\tfrac {1}{2}}{\sqrt {2-{\sqrt {2+{\sqrt {2-{\sqrt {2}}}}}}}}&\quad \sin {\frac {\pi }{4}}&={\tfrac {1}{2}}{\sqrt {2}}&\quad \sin {\frac {13\pi }{32}}&={\tfrac {1}{2}}{\sqrt {2+{\sqrt {2+{\sqrt {2-{\sqrt {2}}}}}}}}\\[6pt]\sin {\frac {\pi }{8}}&={\tfrac {1}{2}}{\sqrt {2-{\sqrt {2}}}}&\quad \sin {\frac {9\pi }{32}}&={\tfrac {1}{2}}{\sqrt {2+{\sqrt {2-{\sqrt {2+{\sqrt {2}}}}}}}}&\quad \sin {\frac {7\pi }{16}}&={\tfrac {1}{2}}{\sqrt {2+{\sqrt {2+{\sqrt {2}}}}}}\\[6pt]\sin {\frac {5\pi }{32}}&={\tfrac {1}{2}}{\sqrt {2-{\sqrt {2-{\sqrt {2-{\sqrt {2}}}}}}}}&\quad \sin {\frac {5\pi }{16}}&={\tfrac {1}{2}}{\sqrt {2+{\sqrt {2-{\sqrt {2}}}}}}&\quad \sin {\frac {15\pi }{32}}&={\tfrac {1}{2}}{\sqrt {2+{\sqrt {2+{\sqrt {2+{\sqrt {2}}}}}}}}\end{aligned}}}
Hiện vẫn chưa biết liệu √2 có phải là số chuẩn, một tính chất mạnh hơn tính vô tỉ, nhưng phân tích thống kê biểu diễn của nó trong hệ nhị phân cho thấy có khả năng nó chuẩn trong hệ cơ số hai.

## Biểu diễn chuỗi
Hệ thức cos π/4 = sin π/4 = 1/√2, cùng với các biểu diễn tích vô hạn của sin và cosin cho ta
{\displaystyle {\frac {1}{\sqrt {2}}}=\prod _{k=0}^{\infty }\left(1-{\frac {1}{(4k+2)^{2}}}\right)=\left(1-{\frac {1}{4}}\right)\left(1-{\frac {1}{36}}\right)\left(1-{\frac {1}{100}}\right)\cdots }
và
{\displaystyle {\sqrt {2}}=\prod _{k=0}^{\infty }{\frac {(4k+2)^{2}}{(4k+1)(4k+3)}}=\left({\frac {2\cdot 2}{1\cdot 3}}\right)\left({\frac {6\cdot 6}{5\cdot 7}}\right)\left({\frac {10\cdot 10}{9\cdot 11}}\right)\left({\frac {14\cdot 14}{13\cdot 15}}\right)\cdots }
hoặc tương đương,
{\displaystyle {\sqrt {2}}=\prod _{k=0}^{\infty }\left(1+{\frac {1}{4k+1}}\right)\left(1-{\frac {1}{4k+3}}\right)=\left(1+{\frac {1}{1}}\right)\left(1-{\frac {1}{3}}\right)\left(1+{\frac {1}{5}}\right)\left(1-{\frac {1}{7}}\right)\cdots .}
Ngoài ra ta có thể dùng chuỗi Taylor của các hàm lượng giác. Ví dụ, chuỗi Taylor cho cos π/4 cho ta
{\displaystyle {\frac {1}{\sqrt {2}}}=\sum _{k=0}^{\infty }{\frac {(-1)^{k}\left({\frac {\pi }{4}}\right)^{2k}}{(2k)!}}.}
Chuỗi Taylor cho √1 + x với x = 1 cùng với giai thừa kép n!! cho ta
{\displaystyle {\sqrt {2}}=\sum _{k=0}^{\infty }(-1)^{k+1}{\frac {(2k-3)!!}{(2k)!!}}=1+{\frac {1}{2}}-{\frac {1}{2\cdot 4}}+{\frac {1\cdot 3}{2\cdot 4\cdot 6}}-{\frac {1\cdot 3\cdot 5}{2\cdot 4\cdot 6\cdot 8}}+\cdots .}
Sử dụng biến đổi Euler để đẩy nhanh tốc độ hội tụ của dãy, ta được
{\displaystyle {\sqrt {2}}=\sum _{k=0}^{\infty }{\frac {(2k+1)!}{2^{3k+1}(k!)^{2}}}={\frac {1}{2}}+{\frac {3}{8}}+{\frac {15}{64}}+{\frac {35}{256}}+{\frac {315}{4096}}+{\frac {693}{16384}}+\cdots .}
Một công thức dạng BBP cho √2 vẫn chưa được tìm ra, tuy nhiên đã có những công thức dạng BBP cho π√2 và √2ln(1+√2).
√2 có thể biểu diễn bằng phân số Ai Cập, với mẫu số bằng các số hạng thứ 2n của một dãy hồi quy tuyến tính giống dãy Fibonacci. Đặt a0 = 0, a1 = 6, an = 34an − 1 − an − 2
{\displaystyle {\sqrt {2}}={\frac {3}{2}}-{\frac {1}{2}}\sum _{n=0}^{\infty }{\frac {1}{a_{2^{n}}}}={\frac {3}{2}}-{\frac {1}{2}}\left({\frac {1}{6}}+{\frac {1}{204}}+{\frac {1}{235416}}+\dots \right)}

## Liên phân số

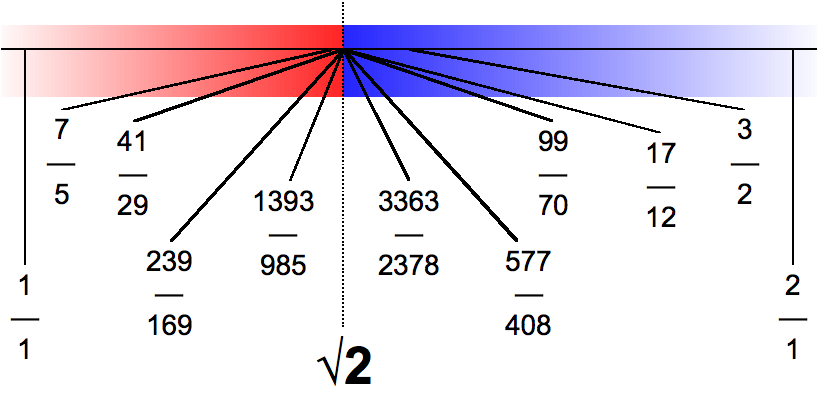
Xấp xỉ căn bậc hai của 2 bằng dãy giản phân.

Căn bậc hai của 2 có biểu diễn bằng liên phân số sau:
{\displaystyle \!\ {\sqrt {2}}=1+{\cfrac {1}{2+{\cfrac {1}{2+{\cfrac {1}{2+{\cfrac {1}{2+\ddots }}}}}}}}.}
Những giản phân đầu tiên là: 1/1, 3/2, 7/5, 17/12, 41/29, 99/70, 239/169, 577/408. Giản phân p/q cách √2 một khoảng gần bằng 1/2q2√2 và giản phân tiếp theo là p + 2q/p + q.

## Bình phương lồng nhau
Biểu thức sau đây hội tụ về √2:
{\displaystyle {\begin{aligned}{\sqrt {2}}&={\tfrac {3}{2}}-2\left({\tfrac {1}{4}}-\left({\tfrac {1}{4}}-\left({\tfrac {1}{4}}-\left({\tfrac {1}{4}}-\cdots \right)^{2}\right)^{2}\right)^{2}\right)^{2}\\&={\tfrac {3}{2}}-4\left({\tfrac {1}{8}}+\left({\tfrac {1}{8}}+\left({\tfrac {1}{8}}+\left({\tfrac {1}{8}}+\cdots \right)^{2}\right)^{2}\right)^{2}\right)^{2}.\end{aligned}}}

## Hằng số liên quan
Nghịch đảo của căn bậc hai của 2 (căn bậc hai của 1/2) là một hằng số thường dùng.
{\displaystyle {\frac {1}{\sqrt {2}}}={\frac {\sqrt {2}}{2}}=\sin 45^{\circ }=\cos 45^{\circ }=0.70710\,67811\,86547\,52440\,08443\,62104\,84903\,928...} (dãy số A010503 trong bảng OEIS)

## Khổ giấy
Năm 1786, giáo sư vật lý người Đức Georg Lichtenberg phát hiện rằng bất kỳ tờ giấy nào có cạnh dài dài gấp √2 lần cạnh ngắn có thể được gấp đôi để tạo thành một tờ giấy mới có tỉ lệ giống hệt tờ ban đầu. Tỉ lệ giấy này bảo đảm rằng cắt giấy thành hai nửa cho ra các tờ giấy nhỏ hơn cùng tỉ lệ. Khi Đức chuẩn hóa khổ giấy vào đầu thế kỷ 20, họ dùng tỉ lệ của Lichtenberg để tạo thành giấy khổ "A". Hiện nay, tỉ lệ khung hình (xấp xỉ) của khổ giấy theo tiêu chuẩn ISO 216 (A4, A0, vân vân) là 1:√2.
Chứng minh:

Gọi {\displaystyle S=} cạnh ngắn và {\displaystyle L=} cạnh dài của tờ giấy, với

{\displaystyle R={\frac {L}{S}}={\sqrt {2}}} theo ISO 216.
Gọi {\displaystyle R'={\frac {L'}{S'}}} là tỉ số của một nửa tờ giấy thì

{\displaystyle R'={\frac {S}{L/2}}={\frac {2S}{L}}={\frac {2}{(L/S)}}={\frac {2}{\sqrt {2}}}={\sqrt {2}}=R}.